# Eurozine
Eurozine czasopismo ukazujące się w sieci Internetu, wydawane przez Towarzystwo Eurozine – Towarzystwo łączności między mediami kulturalnymi.
Siedziba redakcji znajduje się w Wiedniu. Publikacja służy łączności między mediami kulturalnymi z prawie wszystkich krajów Europy. Zawiera artykuły, które ukazały się uprzednio w jednym z siedemdziesięciu czasopism należących do sieci Eurozine.
Artykuły ukazują się w języku oryginału, niektóre artykuły dodatkowo w tłumaczeniu na język niemiecki, angielski lub francuski.
Czasopismo internetowe Eurozine zostało założone w roku 1998, sieć czasopism kulturalnych istnieje od 1983 r.
Dyrektorem zarządzającym Eurozine od stycznia 2016 r. jest Filip Zielinski.

## Czasopisma partnerskie
| - 2000 (Węgry) - A Prior Magazine (Belgia) - Akadeemia (Estonia) - Arche (Białoruś) - Arena (Szwecja) - Artistas Unidos Revista (Portugalia) - Balcanis (Słowenia) - Belgrade Circle Journal (Serbia) - Blätter für deutsche und internationale Politik (Niemcy) - Caffè Europa (Włochy) - Cogito (Grecja) - Cogito (Turcja) - Critique & Humanism (Bułgaria) - Dérive (Austria) - Dialogi (Słowenia) - Dilema Veche (Rumunia) - Diwan (Bośnia i Hercegowina) - du (Szwajcaria) - Dwutygodnik.com (Polska) - Edinburgh Review (Zjednoczone Królestwo) - Esprit (Francja) - Euphorion (Rumunia) - FA-art (Polska) - Fronesis (Szwecja) - Gegenworte (Niemcy) - Genero (Serbia) - Glänta (Szwecja) - Greek Political Science Review (Grecja) - Helicon (Izrael) - Host (Czechy) - Index on Censorship (Zjednoczone Królestwo) - Ji (Ukraina) - Krasnogruda (Polska) - Kritika & Kontext (Słowacja) - Krytyka (Ukraina) - Krytyka Polityczna (Polska) - Kulturbuch quadratur (Niemcy) - Kulturos barai (Litwa) | - L’Espill (Hiszpania) - L’Homme (Austria) - Lateral (Hiszpania) - Le Monde diplomatique (Niemcy) - Le Monde diplomatique (Norwegia) - Lettera internazionale (Włochy) - Magyar Lettre Internationale (Węgry) - Mehr Licht! (Albania) - Merkur (Niemcy) - Mittelweg 36 (Niemcy) - Multitudes (Francja) - Mute (Zjednoczone Królestwo) - Neprikosnovennij Zapas (NZ) (Rosja) - New Humanist (Zjednoczone Królestwo) - Nova Istra (Chorwacja) - Nuori Voima (Finnland) - Ny Tid (Norwegia) - Ord&Bild (Szwecja) - Osteuropa (Niemcy) - Passage (Dania) - Res Publica Nowa (Polska) - Reset (Włochy) - Revista Crítica de Ciências Sociais (Portugalia) - Revolver Revue (Czechy) - Rīgas Laiks (Łotwa) - Roots (Macedonia) - Samtiden (Norwegia) - Semicerchio (Włochy) - Sens public (Francja) - Sodobnost (Słowenia) - Springerin (Austria) - The Hungarian Quarterly (Węgry) - Transit (Austria) - Varlık (Turcja) - Vikerkaar (Estonia) - Wespennest (Austria) - Zeszyty Literackie (Polska) |